# Херсонська обласна організація НСПУ
Херсонська обласна організація НСПУ — організація Національної спілки письменників України в Херсонській області.

## Історія
Заснована 18 лютого 1959 року. Бере початок із літературного об'єднання, що існувало в Херсоні з 1944 року під орудою головного редактора обласної газети «Наддніпрянська правда» Петра Рєзнікова. Створення обласної організації ініціював тодішній голова СПУ Олесь Гончар. Першим головою обрали Петра Резнікова. Організація стала десятим обласним спілчанським осередком в Україні. У 1974 році з Херсонської організації виокремилася Миколаївська обласна організація.

## Діяльність
Організація видає серію «Літературні скарби Херсонщини». Зокрема, вийшла поетична антологія «Вежі та вітрила» (2007), прозова «Білий берег» (2009), творів для дітей «Гойдалки над степом» (2009), книги поезій Миколи Братана «У дорозі до нас» (2010), Анатолія Кичинського «Срібна голка і нить золота» (2010), «П'єси» (2012) Микола Куліша, «Вибране» (2018) Миколи Чарнявського, колективні збірники «25» (2017), «Степова симфонія» (2019), «Степовий букет» (2020), «Мозаїка літературної Херсонщини» (2021). На постійній основі видається альманах «Степ», наслідувач однойменного видання Дмитра Марковича 1886 року, що опинилося тоді у полі читацької уваги Івана Франка. Від 1990 року вже надруковано 25 чисел часопису. Вручається обласна літературна премія імені Миколи Куліша.

## Керівники організації
- Петро Рєзніков 1959—1968
- Никифор Білоконь 1968—1971
- Микола Братан 1971—2006
- Олександр Гунько 2017—2018
- Василь Загороднюк 2006—2016 і з листопада 2018[6]

## Члени
1. Андреєв Віктор Миколайович з 24.09.2009
2. Бондарчук Леонід Васильович з 21.02.1984
3. Бутузов Олександр Глібович з 27.04.2004
4. Гунько Олександр Петрович з 09.12.2002
5. Гурепко Микола Михайлович з 26.12.2003
6. Жураківський Василь Іванович з 05.02.1993
7. Загороднюк Василь Степанович з 25.01.2000
8. Кичинський Анатолій Іванович з 16.03.1977
9. Кулик Валерій Павлович з 14.05.1996
10. Маляренко Олена Миколаївна з 08.04.2016
11. Марущак Анатолій Петрович з 07.02.2011
12. Мелещенко Василь Михайлович з 11.02.1976
13. Михайлов Віктор Дмитрович (Віктор Вальд) з 31.10.2019
14. Музика Наталія Василівна з 02.09.2003
15. Назаренко Володимир Федорович (Назар Діброва) з 15.02.2012
16. Олексюк Олег Васильович з 28.02.2005
17. Осипенко Сергій Борисович з 26.10.2023
18. Педченко Володимир Васильович з 03.12.2015
19. Питалєв Петро Іванович з 29.05.1987, виїхав 2018 р. до Канади
20. Піддубняк Василь Григорович з 19.10.2021
21. Португальський Анатолій Васильович з 16.10.2013
22. Степаненко Людмила Василівна з 18.10.2018
23. Тютюнник Алла Миколаївна з 16.03.1977
24. Чернишенко Наталія Іванівна з 03.03.2017
25. Щерба Таїсія Миколаївна з 29.05.2006

Вибули:
1. Бєляєва Олена Юріївна, з 21.11.2000, померла 23.03.2011
2. Братан Микола Іванович, з 16.03.1967, помер 13.03.2010
3. Василенко Микола Олександрович з 25.02.1992, помер 08.09 2018
4. Голобородько Юрій Костянтинович, з 20.12.1978, помер 03.05.2009
5. Каляка Микола Михайлович з 17.10.2002, помер 01.07.2021
6. Крат Анатолій Анатолійович з 16.01. 1997, емігрував 2006 р. до Чехії
7. Марченко Леонід Володимирович з 12.11.1998, помер 24.03.2020
8. Нижеголенко Валентина Михайлівна з 17.10.2002, померла 28.01.2017
9. Плоткін Борис Семенович	1931-ХХХХ, член НСПУ
10. Серебряков Леонід Борисович з 27.04.2004, помер 29.10.2013
11. Федоровська Лада Костянтинівна з 15.03.1976, померла 05.11.2020[7]